# グリコシド結合
化学においてグリコシド結合（ぐりこしどけつごう、英: glycosidic bond）とは、炭水化物（糖）分子と別の有機化合物とが脱水縮合して形成する共有結合である。
具体的にグリコシド結合とは、単糖（または単糖誘導体）のヘミアセタールとアルコールなどの有機化合物のヒドロキシ基との間の結合である。文献では、アミノ基または他の含窒素基と糖との結合もグリコシド結合としばしば呼ばれる（しかしIUPACは間違った用法であるとしている）。例えば、ヌクレオシドの糖-塩基結合をグリコシド結合としている文献が存在する(André and Guschlbauer 1974)など。糖と糖以外の有機化合物とがグリコシド結合した物質は配糖体またはグリコシドと呼ばれる。

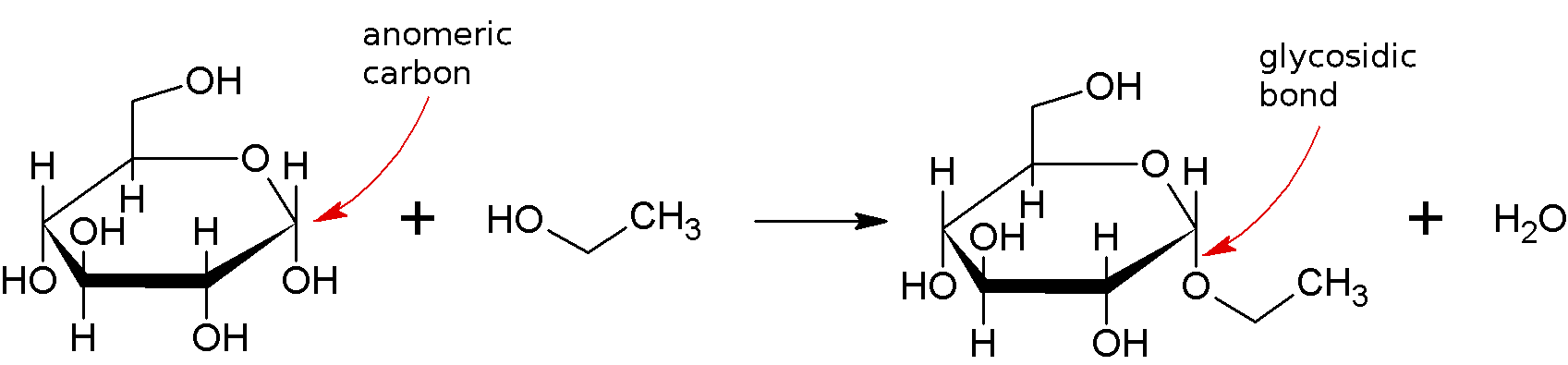
グルコースとエタノールによるエチルグリコシドへの脱水縮合

## 化学
炭水化物（アノメリック炭素を含む）のヘミアセタールは反応性であり、酸の存在で容易にグリコシド結合を形成する。これは1分子の水を放出する縮合反応である。グリコシド結合は比較的安定な結合である。
水溶液中の単糖は鎖状構造（稀少）または環状構造（一般的）の状態で存在しており、それらは容易に相互変換する。2種の構造の中でアノメリック炭素を持ち、グリコシド結合を作ることができるのは環状構造の方である。グリコシド結合すると糖は鎖状構造をとることができなくなる。

## 結合様式

### S-、N-、C-、およびO-グリコシド結合

アデノシンはRNAの構成要素の一つで、リボースがアデニンの窒素原子にN-グリコシド結合した構造をしている。

糖のアノメリック炭素が硫黄原子と結合したものはS-グリコシド結合、窒素原子と結合したものはN-グリコシド結合と呼ぶがIUPACでは奨励していない。先述のグリコシド結合は、これらのグリコシド結合と区別してO-グリコシド結合と呼ばれることがある。N-グリコシド結合を含む物質はグリコシルアミンとして知られる。また、糖とアグリコンとが共有結合したC-グリコシド結合もある。この結合は加水分解に対する耐性を持つ。

### α-、β-、1,4-、および1,6-グリコシド結合

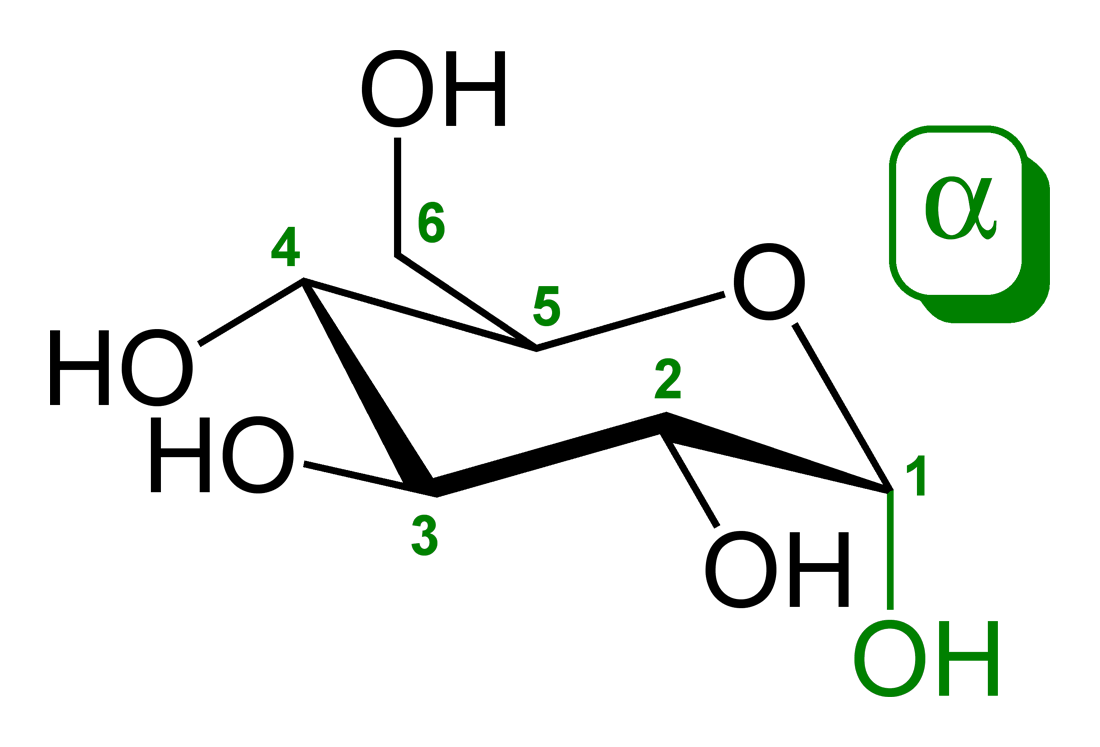
α-グルコース

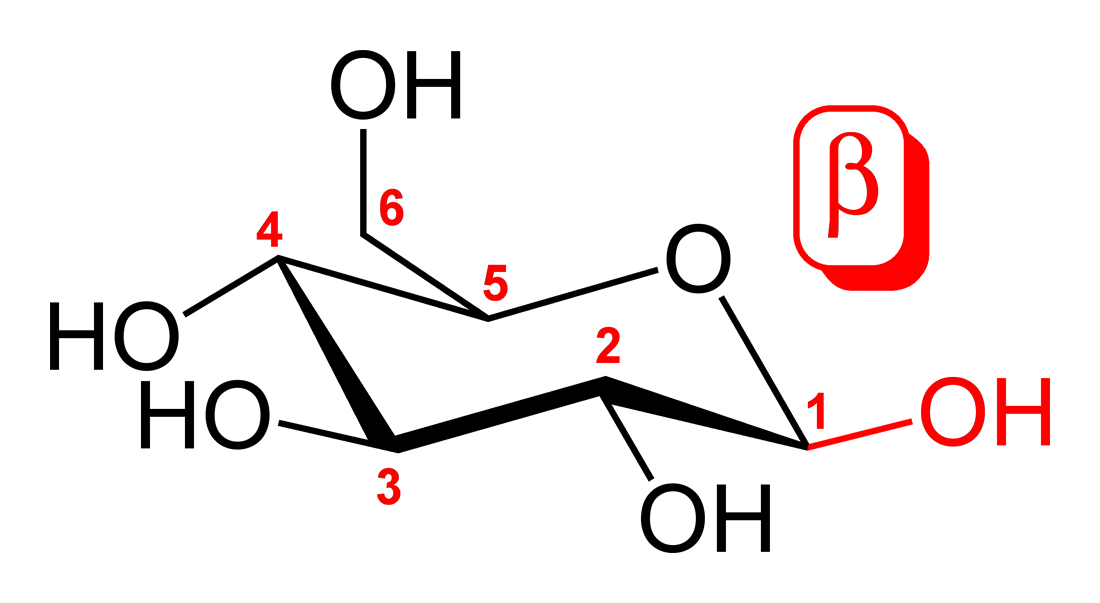
β-グルコース

一般にグリコシド結合は、α-グリコシド結合とβ-グリコシド結合に区別され、1,4,6の番号はグリコシド結合をしている炭素を識別する。
α-グリコシド結合
糖構造の平面より下（アキシアル）方向に置換基が結合する。
β-グリコシド結合
糖構造の平面より上（エクアトリアル）方向に結合する。

#### 二糖・多糖
2分子の糖がグリコシド結合すると二糖を形成する。例えば、ガラクトースとグルコースがβ-1,4-グリコシド結合してラクトースが形成する。さらに、より多くの単糖がグリコシド結合するとデンプンやグリコーゲン、セルロース、キチンのような多糖を形成する。単糖の環状構造単位は固いがグリコシド結合は多糖分子に柔軟性を与え、折りたたまれることができるようになる。